# Мехмед IV Ґерай
Мехме́д IV (крим. IV Mehmed Geray, ٤ محمد كراى‎;1610—1674) — кримськотатарський державний, політичний і військовий діяч. Кримський хан (1641—1644, 1654—1666) з династії Ґераїв. Син Селямета I Ґерая. Прізвисько — Мехме́д Су́фій (крим. Sofu Mehmed Geray, صوفى محمد كراى‎).

## Біографія
Був нуреддином, потім калгою за правління свого брата по матері Джанібека Ґерая. Згодом жив в Османській імперії. На початку свого правління прагнув улагодити зовнішньополітичні справи. Заборонив походи на Московію, неприпустимі в міжнародній ситуації, що склалася на той момент. Це викликало ремствування беїв, зацікавлених у матеріальних вигодах від походів. Допустив помилки у східній політиці, ослабивши контроль над залежними від Криму землями Кавказу, що призвело до їхнього переходу під московську опіку. У 1644 році замінений Іслямом III Ґераєм і відправлений на Родос.
Під час свого другого правління спробував виправити негативні наслідки підтримки Іслямом III Ґераєм українських козаків у війні з Польщею, в результаті якої співвідношення сил в регіоні різко змінилося на користь Московії, яка заволоділа значною частиною України.
Допоміг військом гетьманові Івану Виговському під час російсько-української війни 1658—1659 років. Тоді гетьман Виговський намагався скинути московську залежність та відновив договір про союз з Польщею.
На початку 1666 року Мехмед IV Ґерай не захотів порушувати союз з Річчю Посполитою, та підтримувати гетьмана Петра Дорошенка у війні проти поляків, а також відмовився брати участь в угорських походах османського султана. Це призвело до заколоту серед кримськотатарської знаті, підтриманої зацікавленим в експансії на терени України великим візиром Османської імперії Ахмедом Кепрюлю.
В березні 1666 року Мехмед IV був замінений на ханстві Аділь Ґераєм. Деякі беї висловлювали готовність підтримати хана, якби той вирішив чинити опір султанові, але Мехмед IV залишив престол і переїхав до Дагестану, де прожив дервішем решту своїх днів.
Був людиною глибокого духовного життя. Був прозваний «Софу́» («суфій») за свою схильність до філософського осмислення світу. Результати роздумів виражав в поетичній формі, творив під псевдонімами «Кяміль» і «Хані». Оточив себе товариством філософів, учених, богословів, з якими постійно вів бесіди. Був одним з найбагатших правителів Криму. Збудував малу ханську резиденцію поблизу річки Качі, споруджував школи і лазні в кримській столиці.
Помер у Дагестані в 1674 році.

## У літературі
- «Між двох орлів» — роман-трилогія Ярослави Дегтяренко